# Турумбет
Турумбе́т (баш. Төрөмбәт) — село в Аургазинском районе Республики Башкортостан России. Административный центр Турумбетовского сельсовета.

## Географическое положение
Расстояние до:
- районного центра (Толбазы): 27 км,
- ближайшей ж/д станции (Давлеканово): 40 км.

## Население
| 2002 | 2009 | 2010 |
| ---- | ---- | ---- |
| 573  | ↗620 | ↘559 |

Согласно переписи 2002 года, преобладающая национальность — башкиры (99 %).

## Известные люди
В селе родился и вырос Рашит Назаров, башкирский поэт.